# Dionysius Exiguus
Dionysius Exiguus (Dobrudzsa, 470 körül – Róma, 544 körül) kora középkori latin keresztény író, elsősorban a kronológia területén végzett vizsgálataival vált híressé. Ő volt az első személy, aki Jézus Krisztus születésének feltéltelezett időpontjától számította az éveket.

## Élete
Szerzetes volt és Cassiodorus barátja. Dobrudzsában, szkíta családban született, de I. Geláz pápa hívására viszonylag fiatalon Rómába ment, és hátralévő éveit ott élte le.

## Munkássága
Gyűjtő és fordító volt, aki előszeretettel foglalkozott kronológiai kérdésekkel (Liber de paschate, Argumenta paschalia, Epistolae duae de ratione paschae). Ennek részeként Nyugaton is elterjesztette a húsvét kiszámításának alexandriai módszerét. 525-ben kiegészítette Alexandriai Kürillosz húsvéti táblázatát. Először ő számolta az éveket Jézus születésétől. Ehhez Krisztus születését –  4-7 év tévedéssel – Róma alapításának 754. évében határozta meg.
Latinra fordította Szent Pakhomiosz életrajzát, Nüsszai Szent Gergelynek Az ember teremtése című munkáját, Alexandriai Kürillosz 17., 45. és 46. levelét, valamint Proklosz konstantinápolyi pátriárka Tomus ad Armenos című iratát.
Több joggyűjteményt is szerkesztett; e tevékenységének csúcsaként ő állította össze az apostoli kánonok, zsinati határozatok és dekretálisok első, átfogó gyűjteményét. Ez a gyűjteménye, a Collectio Dionysiana máig a kánonjog alapja.